# Балаганське сільське поселення
Балага́нське сільське поселення (рос. Балаганское сельское поселение) — муніципальне утворення у складі Вікуловського району Тюменської області, Росія.
Адміністративний центр — село Балагани.

## Історія
2004 року ліквідовано присілок Калманка, 2015 року — Бурмістрова.

## Населення
Населення — 934 особи (2020; 961 у 2018, 1097 у 2010, 1325 у 2002).

## Склад
До складу поселення входять такі населені пункти:
| Населений пункт       | Населення, осіб (2002) | Населення, осіб (2010) |
| --------------------- | ---------------------- | ---------------------- |
| Балагани, село        | 670                    | 598                    |
| Бурмістрова, присілок | 4                      | 0                      |
| Заборка, присілок     | 224                    | 187                    |
| Калманка, присілок    | 0                      | -                      |
| Пестово, село         | 215                    | 161                    |
| Тюлешов Бор, присілок | 142                    | 89                     |
| Чернишева, присілок   | 70                     | 62                     |